# Arnfinn Strand
Arnfinn Parelius Strand (født 12. februar 1948) er en norsk keramiker, bosat i Risør. Han har baggrund fra Oslo tegneskole og var hospitant i et år ved Statens håndværks- og kunstindustriskole i Oslo (SHKS). Strand har undervist ved Kunsthøjskolen og deltaget ved en række kollektiv – og landsdel udstillinger, blandt andet Norsk kunsthåndværk 1984, Galleri F 15 Moss og Galleri Villvin 1989. Han har haft separatudstillinger blandt andet i Nord-Norge 1983, Galleri F 15 Moss i 1985 og Nordenfjeldske Kunstindustrimuseum i 1990. Han er indkøbt af Norsk kulturråd, Nordland amtskommune, Nordnorsk Kunstmuseum og Nordenfjeldske kunstindustrimuseum.
I 1991 var Strand med på at etablere keramikværkstedet Acanthus sammen med kunstkollegaer Nina Gresvig og Bibiche Mourier. Han er gift med Bibiche Mourier, som også er keramiker. Arnfinn Strand har været optaget af kunsthåndværkernes rolle i samfundet og i undervisning, og vigtigheden af samarbejde mellem kunsthåndværkere og næringsliv.